# Zee Café
Zee Café est une chaîne de télévision payante indienne. La chaîne diffuse principalement des émissions de télévision américaines et britanniques populaires pour attirer la population anglophone de l'Inde.

## Identité visuelle

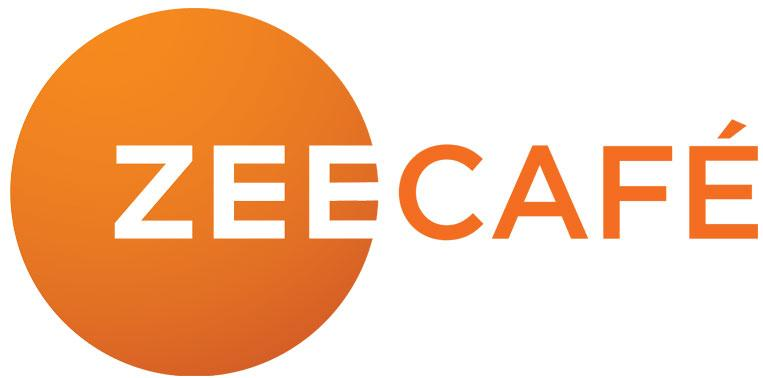
Logo de Zee Café de 2017 à 2025
Logo de Zee Café